# 墨西哥城地鐵1號線
墨西哥城地鐵1號線（西班牙語：Línea 1 del Metro de la Ciudad de México）是墨西哥城墨西哥城地鐵12條路線的其中一條。此線在1969年通車，也成為墨西哥第一條地鐵路線。代表顏色是粉紅色，在市內是東西走向。

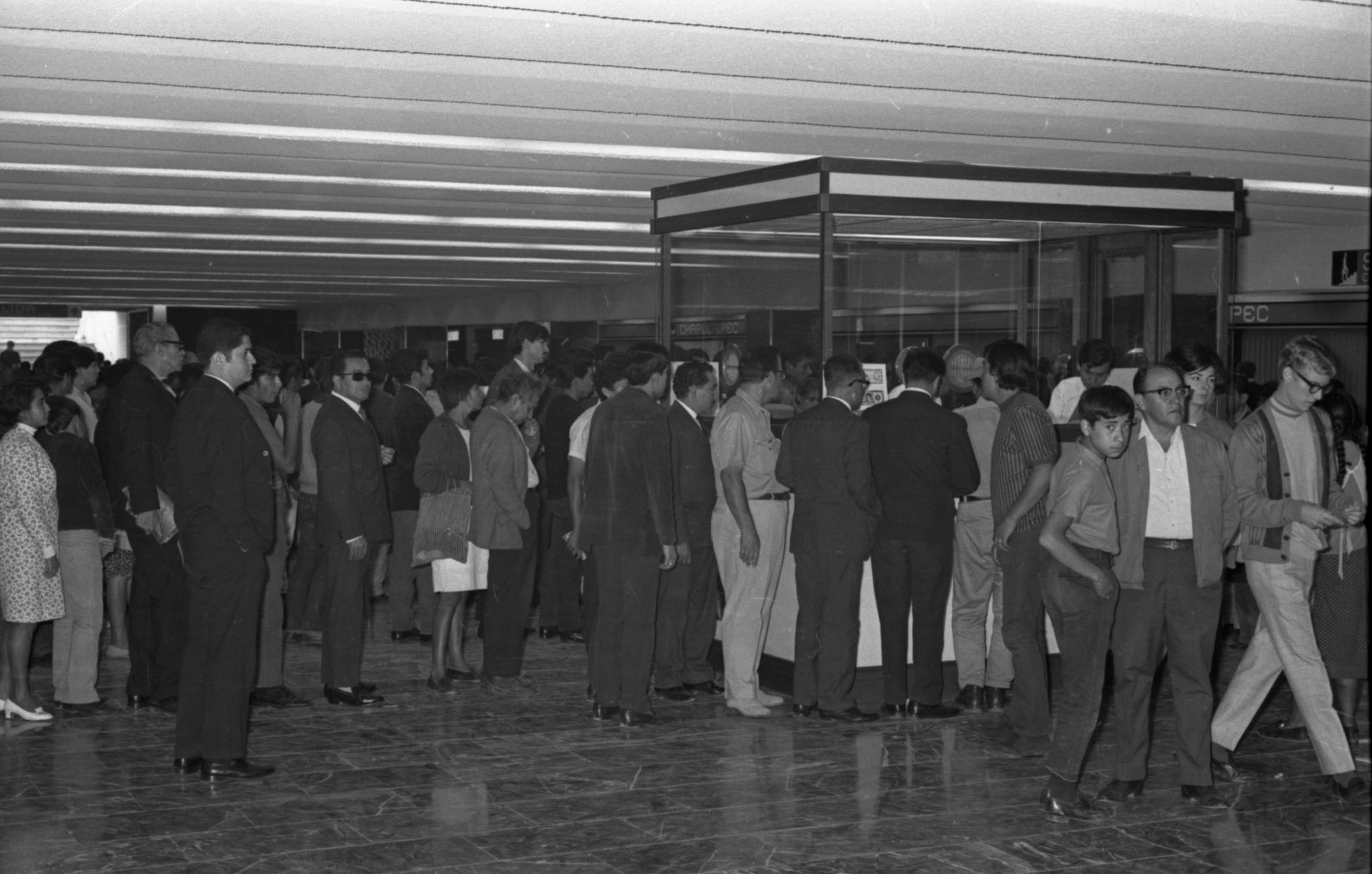
人们在1969年9月5日的生产线运营的第一天买票。